# Štefan Marflak
Štefan Marflak, slovenski slikar,  * 16. marec 1952, Črna na Koroškem.
Diplomiral je na oddelku za slikarstvo Akademije za likovno umetnost v Ljubljani pri prof. Gustavu Gnamušu (1972) ter dokončal študij scenografije pri prof. Meti Hočevar in kostumografije pri prof. Alenki Bartl (1978). Imel je preko dvajset samostojnih razstav; pregledno razstavo slik je imel leta 1996 v Galeriji likovnih umetnosti v Slovenj Gradcu. Od leta 1976 je navzoč tudi na skupinskih razstavah. Sodeloval je na različnih slikarskih srečanjih in bil dvakrat nagrajen: leta 1985 na I. Koroškem bienalu v Slovenj Gradcu in leta 1992 v Vidmu (Ressegna internacionale di grafica carta colore artisti sloveni). 
Ukvarjal se je tudi z gledališko scenografijo in kostumografijo; sodeloval je pri desetih predstavah, med njimi so: Beckett: Komedija, ne jaz, katastrofa, Eksperimentalno gledališče Glej, Ljubljana, 1986–87; Feydeau: Do–Re–Mi, Prešernovo gledališče Kranj, 1990; Möderndorfer: Cabaret, SNG Celje, 1991; W. Busch: Jošt in Jaka, SPD Celovec, 1993; Feydeau: Pokojna gospejina mama, SPD Celovec, 1995. Posebej je likovno opremil večje scenske projekte v Slovenskem narodnem gledališču Drama v Ljubljani (1993 in 1995) ter v Prešernovem gledališču v Kranju (1994 in 1995). 
Poezijo že vrsto let piše v podobah iz cikla Ta pot, kjer besedo čuti kot sliko (črka postane črta, barva, oblika). Danes živi in ustvarja na Ravnah na Koroškem.